# (11494) Hibiki
(11494) Hibiki es un asteroide perteneciente al cinturón de asteroides, descubierto el 2 de noviembre de 1988 por Masayuki Yanai y el también astrónomo Kazuro Watanabe desde el Observatorio de Kitami, Hokkaidō, Japón.

## Designación y nombre
Designado provisionalmente como 1988 VM9. Fue nombrado por el Mar de Hibiki, una región de mar abierto entre las prefecturas de Fukuoka y Yamaguchi. El nombre fue seleccionado entre los candidatos propuestos por los niños que asistieron al Festival Espacial Fureai, celebrado en la ciudad de Kita-kyuushuu en el Día del Espacio Japonés en 2005.

## Características orbitales
Hibiki está situado a una distancia media del Sol de 2,443 ua, pudiendo alejarse hasta 2,866 ua y acercarse hasta 2,020 ua. Su excentricidad es 0,173 y la inclinación orbital 7,095 grados. Emplea 1394,90 días en completar una órbita alrededor del Sol.

## Características físicas
La magnitud absoluta de Hibiki es 14,27. Tiene 8,857 km de diámetro y su albedo se estima en 0,057.